# 李玉 (清朝)
李玉（？—17世紀），字玄玉，號蘇門嘯侶，又號一笠庵主人，南直隸蘇州府吳縣人，明末清初戲曲作家。約生於明萬曆年間，卒於清康熙年間。

## 生平
平生好奇學古，吳偉業稱“其才足以上下千載，其學足以囊括藝林”，但命運數奇不偶。李玉之父為吏部尚書兼中極殿大學士申時行的家奴，他受官府壓制，不得應科舉，崇禎年間應天鄉試中副榜。明亡後絕意仕進，故一生未曾為官。在蘇州戲曲氛圍中，李玉於詞曲獨有癖好。他既富才情，又嫻音律，發為聲歌，每借韻人韻事，譜之宮商，以抒壘塊之氣。
李玉是明清以來創作最宏富的傳奇作家。作品題材廣泛，結構精鍊，適合舞臺表演，以致“每一紙落，雞林好事者爭被管絃，如達夫（高適）、昌齡（王昌齡），聲高當代”（錢謙益《眉山秀題詞》），在劇壇獨樹一幟，為蘇州派作家的主要代表。

## 作品
存世作品
- 一捧雪
- 人獸關
- 永團圓
- 占花魁（以上四部合稱《一笠庵四種曲》）
- 麒麟閣
- 眉山秀
- 牛頭山
- 昊天塔
- 風雲會
- 五高風
- 連城璧
- 七國傳
- 萬里圓
- 兩鬚眉
- 太平錢
- 千忠錄
- 清忠譜（與畢魏、葉時章、朱㿥合撰）
- 一品爵（與朱良卿合撰）
- 埋輪亭（與朱佐朝合撰，殘）
- 洛陽橋（殘）

佚作
- 三生果
- 長生像
- 鳳雲翹
- 雙龍佩
- 千里舟
- 虎丘山
- 武當山
- 掛玉帶
- 意中緣
- 萬民安
- 麒麟種
- 秦樓月
- 上苑春
- 清平調
- 五侯封
- 洪都賦
- 燕雙飛
- 銅雀臺
- 洛神廟
- 珊瑚屏

評點
- 玉簪記（存蘇州寧致堂刊一笠庵評本）

曲譜
- 北詞廣正譜

參與曲譜編撰
- 張大復《寒山堂南曲譜》
- 沈自晉《南詞新譜》
- 鈕少雅《南曲九宮正始》